# Аимони (Кунео)
Аимони (итал. Aimoni) је насеље у Италији у округу Кунео, региону Пијемонт.
Према процени из 2011. у насељу је живело 10 становника. Насеље се налази на надморској висини од 1041 м.